# Cheer (serie televisiva)
Cheer è una docu-serie televisiva sportiva americana in onda su Netflix a partire da gennaio 2020. La serie, divisa in sei parti, segue la direzione dell'allenatore Monica Aldama di quaranta membri del Navarro College Bulldogs Cheer Team di Corsicana, Texas, mentre si preparano a competere nel National Cheerleading Championship che si tiene ogni anno a Daytona Beach, in Florida. Gli episodi si concentrano in particolare su cinque singoli membri del Cheer Team e includono elementi della storia delle cheerleader, inclusa la formazione della National Cheerleaders Association (NCA).
All'inizio della serie, il Cheer Team ha vinto quattordici campionati nazionali NCA National Championships nella categoria junior college e cinque "Grand Nationals" per il punteggio più alto tra tutte le squadre nella competizione. Uno dei loro principali, anch'esso uno junior college, è il Trinity Valley Community College di Atene, in Texas, che si trova a circa quaranta miglia di distanza. L'episodio finale affronta l'enorme influenza di Varsity Brands, appena acquisita da Bain Capital, che sembra controllare la maggior parte degli aspetti dell'industria competitiva delle cheerleader da miliardi di dollari, compresi i diritti di trasmissione delle finali di Daytona.
La seconda stagione è stata rilasciata 12 gennaio 2022.

## Background

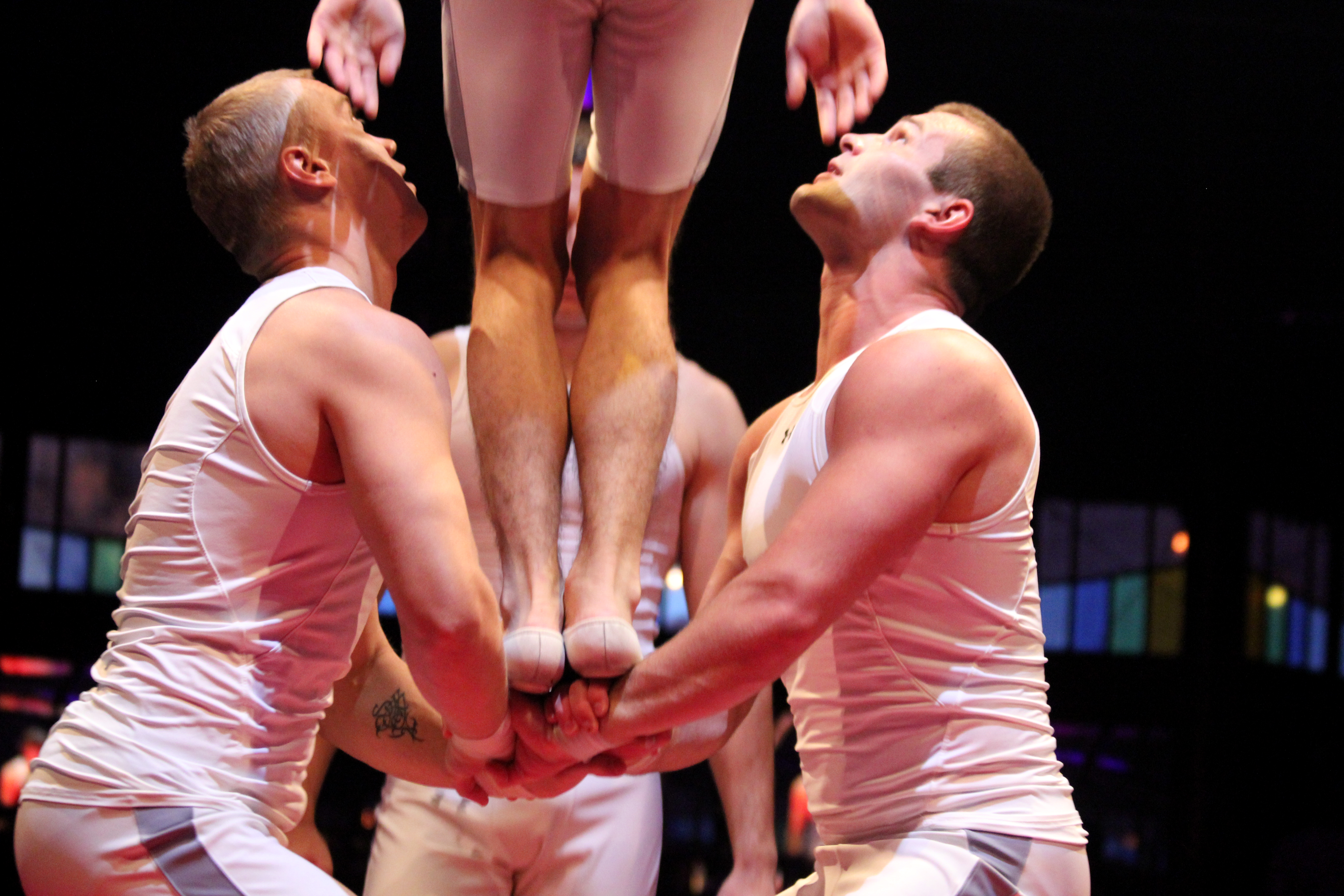
Una squadra di soli uomini dimostra come gli uomini sotto, le "basi", supportino gli altri membri della squadra in alto, potenzialmente per creare una "piramide" verticale o per lanciare un "salto mortale".

Il cheerleading si è sviluppato gradualmente da semplice boosterismo in uno sport; poiché una squadra svilupperebbe piramidi, salti mortali, lanci e cadute, combinando abilità di cheerleading, arti circensi (come il bilanciamento) e danza, altre squadre emulerebbero e si svilupperebbero su quei trucchi. A differenza della maggior parte degli sport non-professionali, il cheerleading non ha un campionato professionale dopo il college, quindi il National Cheerleading Championship che si tiene ogni anno a Daytona Beach, in Florida, è l'evento di più alto livello in cui le cheerleader possono competere. A partire dal 2020, il cheerleading competitivo fa parte di un'industria da miliardi di dollari.
Il regista Greg Whiteley si è imbattuto in una sessione di cheerleading durante le riprese della sua serie televisiva sul calcio Last Chance U . Fu colpito dall'atletismo e dalla vena altamente competitiva delle cheerleader.
Il Navarro College, un "community college di 9.000 studenti a Corsicana, in Texas, a circa cinquanta miglia a sud di Dallas", ha una squadra di cheerleader allenata da Monica Aldama che si è diplomata alla Corsicana High School e si è laureata in economia presso l'Università del Texas ad Austin e ha conseguito un Master in Business Administration presso l'Università del Texas a Tyler. Era una cheerleader al college. A causa della sua devozione alla sua famiglia texana allargata e al desiderio di suo marito di crescere i propri figli vicino alle loro famiglie, ha accettato la posizione di allenatrice di cheerleader al Navarro College. A partire dal 2000, ha costruito il programma da zero, diventando il migliore della nazione.

## Vicende giudiziarie
Il 17 settembre 2020 il FBI arrestó Jerry Harris, uno dei giovani cheerleader protagonisti della serie, per sfruttamento di minori, diffusione di immagini pedopornografiche, adescamento di minori e diversi altri reati connessi alla materia.
Il 10 febbraio 2022 Harris ammise la propria colpevolezza per due dei sette capi di imputazione di cui era accusato

 e il 6 luglio seguente fu condannato a 12 anni di carcere e a 8 anni di libertà vigilata da scontare successivamente al suo rilascio.
Il caso vide inizialmente coinvolte come vittime due fratelli gemelli, tredicenni all'epoca dei fatti, la cui madre, dopo che un allenatore di cheerleading aggredì i suoi figli, si convinse che il clima di molestie e prevaricazioni pervadesse l'intero mondo di quello sport, accusò le organizzazioni e gli enti che lo gestiscono di essere eccessivamente tolleranti verso gli abusi sessuali e intentò causa alla United States All Star Federation, alla Varsity Spirit e alla Cheer Athletics.

## Episodi
| Stagione         | Episodi | Pubblicazione USA | Pubblicazione Italia |
| ---------------- | ------- | ----------------- | -------------------- |
| Prima stagione   | 6       | 2020              | 2020                 |
| Seconda stagione | 9       | 2022              | 2022                 |

## Accoglienza
Su Rotten Tomatoes la serie ha un indice di gradimento del 96% sulla base di 23 recensioni, con una media di 7,75/10. Il consenso della critica del sito web recita: "Con una troupe ispiratrice di adolescenti e la volontà di impegnarsi nelle prove più dure che lo sport deve affrontare oggi, Cheer cattura perfettamente gli alti e bassi di ciò che serve per essere una cheerleader". Su Metacritic, ha un punteggio medio di 81 su 100, basato su sette critici.
Hank Stuever del Washington Post ha scritto: "Cheer diventa divorante per lo spettatore. Whiteley struttura superbamente la storia attraverso sei episodi accrescendo l'ansia man mano che la competizione finale si avvicina." Jen Chaney di Vulture ha dichiarato: "sebbene descriva molti conflitti e disaccordi tra le cheerleader del Navarro College di Corsicana, in Texas, è uno show edificante che usa il cheerleading come un prisma attraverso il quale superare di tutti i tipi di ostacoli". Rolling Stone ha scritto: "... è Apocalypse Now con i pompon" e "Non è difficile capire perché l'America è ossessionata da Cheer : in un momento in cui i nostri ideali democratici vengono fatti a pezzi, minacciando tutte le nostre illusioni di leadership, Cheer offre un'ocrazia fantasiosa.
Nel gennaio 2020, la squadra di tifosi Navarro e l'allenatore Monica sono apparsi al The Ellen DeGeneres Show e hanno eseguito una routine completa; Ellen DeGeneres ha consegnato loro 20.000 dollari per la loro campagna di raccolta fondi. L'episodio del 25 gennaio 2020 di Saturday Night Live conteneva uno sketch che parodiava Cheer, con ospite Adam Driver come uno degli allenatori apparentemente indifferente nonostante i membri della squadra vogliano partecipare all'esibizione così tanto, i venti scelti per le finali, nonostante abbiano infortuni quasi catastrofici. Alla fine di gennaio 2020, The Late Show con Stephen Colbert presentò uno spot pubblicitario, sotto forma di parodia, sui discorsi effettuati a bordo tappeto e i chiassosi applausi di apprezzamento che i compagni di squadra fanno per i membri che si esibiscono (per i quali Jerry Harris è stato dichiarato eccellente) durante la loro performance . L'idea era un nuovo programma a chiamata, il Mat Talk for Regular People, nel quale i membri del Navarro Cheer Team lodavano le persone comuni per le attività comuni e mostrava La'Darius Marshall, Harris e Gabi Butler mentre facevano il tifo per le persone, con l'allenatore Monica Aldama pronta a richiamare qualcuno.

## Riconoscimenti
| Anno | Premio                         | Categoria                                                                                       | Candidato/i | Risultato |
| ---- | ------------------------------ | ----------------------------------------------------------------------------------------------- | --- | --------- |
| 2020 | Primetime Emmy Awards          | Programma eccezionale di realtà non strutturata                                                 | style="text-align:center; background:#99FF99; vertical-align:middle" class="table-yes2"\|Vincitore/trice       |           |
| 2020 | Primetime Emmy Awards          | Regia eccezionale per un programma di realtà                                                    | style="text-align:center; background:#99FF99; vertical-align:middle" class="table-yes2"\|Vincitore/trice       |           |
| 2020 | Primetime Emmy Awards          | Cinematografia eccezionale per un programma di realtà                                           | style="text-align:center; background:#FDD; color: black; vertical-align:middle" class="table-no2"\|Candidato/a |           |
| 2020 | Primetime Emmy Awards          | Montaggio di immagini eccezionale per un programma di realtà non strutturato                    | style="text-align:center; background:#99FF99; vertical-align:middle" class="table-yes2"\|Vincitore/trice       |           |
| 2020 | Primetime Emmy Awards          | Montaggio del suono eccezionale per un programma di saggistica o realtà (singola o multicamera) | style="text-align:center; background:#FDD; color: black; vertical-align:middle" class="table-no2"\|Candidato/a |           |
| 2020 | Primetime Emmy Awards          | Mixaggio eccezionale del suono per un programma di saggistica o realtà (singola o multicamera)  | style="text-align:center; background:#FDD; color: black; vertical-align:middle" class="table-no2"\|Candidato/a |           |
| 2020 | Premi TCA                      | Risultati eccezionali nella programmazione di realtà                                            | style="text-align:center; background:#99FF99; vertical-align:middle" class="table-yes2"\|Vincitore/trice       |           |
| 2021 | American Cinema Editors Awards | Miglior serie senza sceneggiatura                                                               | style="text-align:center; background:#99FF99; vertical-align:middle" class="table-yes2"\|Vincitore/trice       |           |